# Final da Liga Europa da UEFA de 2013–14
A Final da Liga Europa da UEFA de 2013–14 foi a 43ª edição da decisão da segunda principal competição da Europa. Ela foi disputada em 14 de maio de 2014 no Juventus Stadium, em Turim. Ciro Ferrara foi escolhido pela UEFA como embaixador deste evento.
Sevilla ganhou a partida nos pênaltis por 4-2, e conquista o direito de disputar a Supercopa da UEFA de 2014, contra o vencedor da Final da UEFA Champions League de 2013-14 (Real Madrid).

## Caminhos até final
As equipes finalistas chegaram a Final por caminhos diferentes, o Sevilla disputou a Fase de Grupos da Liga Europa da UEFA de 2013–14 e terminou esta fase em primeiro lugar no seu grupo, e o Benfica disputou a Fase de Grupos da Liga dos Campeões 2013–14 e concluiu esta fase em terceiro lugar no seu grupo. Pelo regulamento, obteve ainda o direito de disputar as Fases Finais da Liga Europa da UEFA de 2013–14.
| Time           | Pts | J | V | E | D | GP | GC | SG |
| -------------- | --- | - | - | - | - | -- | -- | -- |
| Sevilla        | 12  | 6 | 3 | 3 | 0 | 9  | 4  | +5 |
| Slovan Liberec | 9   | 6 | 2 | 3 | 1 | 9  | 8  | +1 |
| Freiburg       | 6   | 6 | 1 | 3 | 2 | 5  | 8  | -3 |
| Estoril-Praia  | 3   | 6 | 0 | 3 | 3 | 5  | 8  | -3 |

| Time                | Pts | J | V | E | D | GP | GC | SG  |
| ------------------- | --- | - | - | - | - | -- | -- | --- |
| Paris Saint-Germain | 13  | 6 | 4 | 1 | 1 | 16 | 5  | +11 |
| Olympiacos          | 10  | 6 | 3 | 1 | 2 | 10 | 8  | +2  |
| Benfica             | 10  | 6 | 3 | 1 | 2 | 8  | 8  | 0   |
| Anderlecht          | 1   | 6 | 0 | 1 | 5 | 4  | 17 | –13 |

Legenda: (C)-casa; (F)-fora (P)-Pênaltis (GF)-Regra do Gol fora de casa

## Partida
| 14 de maio de 2014 | Sevilla | 0 - 0     | Benfica | Juventus Stadium, Turim  |
| 20:45 (CET)        |         | Relatório |         | Árbitro: GER Felix Brych |

|                         |       | Penalidades                 |  |
| Bacca Mbia Coke Gameiro | 4 - 2 | Lima Cardozo Rodrigo Luisão |  |

| Sevilla | Benfica |

| GK           | 13 | Beto               |     |      |      |
| RB           | 23 | Coke               | 98' |      |      |
| CB           | 21 | Nicolás Pareja     |     |      |      |
| CB           | 2  | Federico Fazio     | 11' |      |      |
| LB           | 16 | Alberto Moreno     | 13' |      |      |
| DM           | 40 | Stéphane Mbia      |     |      |      |
| DM           | 6  | Daniel Carriço     |     |      |      |
| CM           | 11 | Ivan Rakitić (C)   |     |      |      |
| RW           | 19 | José Antonio Reyes |     | 78'  |      |
| LW           | 20 | Vitolo             |     | 110' |      |
| CF           | 9  | Carlos Bacca       |     |      |      |
| Substitutos: |    |                    |     |      |      |
| GK           | 1  | Javi Varas         |     |      |      |
| DF           | 3  | Fernando Navarro   |     |      |      |
| DF           | 5  | Diogo Figueiras    |     | 110' |      |
| MF           | 7  | Marko Marin        |     | 78'  | 104' |
| MF           | 12 | Vicente Iborra     |     |      |      |
| MF           | 15 | Piotr Trochowski   |     |      |      |
| FW           | 18 | Kevin Gameiro      |     |      | 104' |
| Treinador:   |    |                    |     |      |      |
| Unai Emery   |    |                    |     |      |      |

| GK           | 41 | Jan Oblak          |      |      |
| RB           | 14 | Maxi Pereira       |      |      |
| CB           | 4  | Luisão (C)         |      |      |
| CB           | 24 | Ezequiel Garay     |      |      |
| LB           | 16 | Guilherme Siqueira | 30'  | 99'  |
| RM           | 6  | Rúben Amorim       |      |      |
| CM           | 30 | André Gomes        |      |      |
| LM           | 20 | Nicolás Gaitán     |      | 119' |
| RF           | 8  | Miralem Sulejmani  |      | 25'  |
| CF           | 11 | Lima               |      |      |
| LF           | 19 | Rodrigo            |      |      |
| Substitutos: |    |                    |      |      |
| GK           | 1  | Artur              |      |      |
| DF           | 3  | Steven Vitória     |      |      |
| DF           | 33 | Jardel             |      |      |
| MF           | 10 | Filip Đuričić      |      |      |
| MF           | 34 | André Almeida      | 100' | 25'  |
| FW           | 7  | Óscar Cardozo      |      | 99'  |
| FW           | 90 | Ivan Cavaleiro     |      | 119' |
| Treinador:   |    |                    |      |      |
| Jorge Jesus  |    |                    |      |      |